# Hugues Lancelot de Lusignan
Hugues Lancelot de Lusignan (fallecido en agosto de 1442) fue un cardinal franco, también conocido como el Cardinal de Chipre.

## Biografía
En 1424, fue nombrado Patriarca latino de Jerusalén, arzobispo de Nicosia y posteriormente regente de Chipre, tras el exilio de su hermano, Jano de Chipre.
Durante el Concilio de Basilea, Hugues apoyó la línea política del antipapa Félix V. En 1435 presidió el Concilio de Arras junto con el legado papal, el cardinal Niccolò Albergati.
Murió en Ginebra en agosto de 1442.

## Familia
Hijo de Jacobo I de Chipre, su hermana Anne de Lusignan se casó con Luis de Saboya, el heredero de Amadeo VIII.